# Бергамбахт

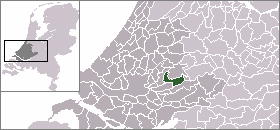
Расположение общины Бергамбахт на карте Нидерландов

Бергамбахт (нидерл. Bergambacht) — город и община в провинции Южная Голландия (Нидерланды).

## Административное деление
Община Бергамбахт состоит из трёх коммун: Бергамбахт, Аммерстол и Беркенвауде.

## Известные уроженцы
- Виллем Кок — премьер-министр Нидерландов (1994—2002)